# Haymo
Haymo ist ein seltener männlicher Vorname.
Varianten sind: Haymo, Haimo, Heimo

## Namensträger
- Haymo († 1126), Bischof von Breslau
- Haymo von Halberstadt († 853), Benediktiner und Bischof von Halberstadt
- Haymo von Faversham (um 1200–1243), englischer Franziskaner und Scholar

- Haymo Empl (* 1971), Schweizer Schriftsteller und Moderator
- Haymo Heritsch (1911–2009), österreichischer Mineraloge, Petrograph und Kristallograph
- Haymo Pockberger (1925–2008), österreichischer Schauspieler und Radiomoderator
- Haymo Rethwisch (1938–2014), deutscher Unternehmer und Stifter